# Мута (приток Кутмаса)
Мута — река в России, протекает в Аскинском районе Башкортостана. Длина реки составляет 17 км.
Начинается в урочище Осиновая Грива среди елово-берёзового леса. Течёт сначала на северо-запад через деревню Мута-Елга, в урочище Куянарка поворачивает на запад. Далее течёт по открытой местности мимо деревень Чад, Старый Мутабаш, Янаул и села Старые Казанчи. Устье реки находится в 1,2 км по левому берегу реки Кутмас напротив деревни Урманкуль. Основной приток — река Новая Мута — впадает справа.

## Данные водного реестра
По данным государственного водного реестра России относится к Камскому бассейновому округу, водохозяйственный участок реки — Белая от города Бирск и до устья, речной подбассейн реки — Белая. Речной бассейн реки — Кама.
Код объекта в государственном водном реестре — 10010201612111100025827.